# Ageniaspis testaceipes
Ageniaspis testaceipes är en stekelart som först beskrevs av Julius Theodor Christian Ratzeburg 1848.  Ageniaspis testaceipes ingår i släktet Ageniaspis och familjen sköldlussteklar. Arten är reproducerande i Sverige. Inga underarter finns listade i Catalogue of Life.